# Engennis
Els engennis (o ngeni) són els membres d'un clan ijaw que viuen a la LGA d'Ahoada Occidental, a l'estat de Rivers, al sud de Nigèria. Tot i que ells es consideren a si mateixos com ijaws, hi ha alguns acadèmics que els consideren edos. Ells parlen la llengua edoid engenni. Els engennis tenen relacions molt properes amb les seves tribus veïnes com els zarames i els epie-atisses.
Políticament, Engenni forma part actualment de la LGA d'Ahoada Occidental de l'estat de Rivers. La ciutat és la seu del govern de la LGA. El regne d'Engenni avui en dia és reconegut com un regne tradicional en poder de l'Okilom-Ibe d'Engenni. Les comunitats engennis també tenen caps tradicionals coneguts com a Okilom-Akie.
El territori dels engennis és ric en petroli cru. Les principals companyies petrolieres que estan a la zona són la Shell i l'Agip.

## Història
Tradicionalment es creu que els engennis van emigrar de l'antic regne de Benín fa un miler d'anys. En la seva migració primer es van assentar en una comunitat isoko i posteriorment van fundar un assentament anomenat Ewurebe, situat entre Biseni, a l'actual estat de Bayelsa i Engenni. Posteriorment van tornar a migrar i van fundar altres poblacions com Okilogua, Okpankio, Nyenegile i Eliabi i més tard van fundar les comunitats engennis, entre les quals destaquen Degema, Usokun, Obonoma i Zarama. També es detecta la presència històrica dels engennis en altres comunitats de l'estat de Bayelsa com Abua i Ogbia.

### Esdeveniments recents
- Octubre de 2005:Líders engennis van condemnar la decisió del govern estatal de Rivers que va denegar la seva demanda que el seu clan i territori hauria de pertànyer a l'estat de Bayelsa.[4]

## Regne d'Engenni
El regne d'Engenni està subdividit en cinc grups: Joinkrama, Ogua, Ediro North, Ediro South i Ogbogolo.

## Població i religió
El 72% dels 41.000 engennis són cristians; d'aquests el 60% són protestants, el 20% són catòlics i el 20% pertanyen a esglésies cristianes independents. El 28% dels engennes restants creuen en religions tradicionals africanes.